# Блоње
Блоње (пољ. Błonie) град је у Пољској у Западном Варшавском повјату, око 30 km западно од Варшаве. Кроз Блоње протиче река Рокитњица. По попису из 2003. у граду је живело 12 213 становника. Блоње је такође и седиште истоимене општине у којој живи 19 696 становника.

## Историја
Насеље датира из 8. века. Помиње се још у XI веку. Први документован податак о граду потиче из 1257. године када је Конард II дао прилог за изградњу цркве Свете Тројце која и данас постоји. Западно од данашњег Блоња налази се насеље из XIII в. Градска права Блоњи је доделио војвода Владислав Краковски 2. маја 1338. године. Град је добио нове краљевске привилегије 1580. и 1688. године. Један од два главна правца који су повезивали Варшаву и Дрезден пролазили су кроз град у 18. веку и пољски краљеви Август II Јаки и Август III често су путовали тим путем.
На попису из 1921. године, 91,3% становништва се изјаснило као Пољаци, а 8,6% као Јевреји.
Немачка је у децембру 1940. године успоставила јеврејски гето у Блоњу, како би затворила јеврејско становништво у граду у сврху прогона, терора и експлоатације. Гето је ликвидиран у фебруару 1941, када је свих преосталих 2.100 јеврејских становника превезено возом у Варшавски гето, највећи гето у целој Европи под немачком окупацијом, са преко 400.000 Јевреја, 7,2 особе по соби. До тренутка када је Пољска ослобођена од немачке окупације, није остао ниједан јеврејски гето.

## Општина
Подаци из 30. јуна 2004
| Опис                              | Укупно | Укупно | Жене   | Жене  | Мушкарци | Мушкарци |
| --------------------------------- | ------ | ------ | ------ | ----- | -------- | -------- |
| јединица                          | особа  | %      | особа  | %     | особа    | %        |
| популација                        | 19 696 | 100    | 10 347 | 52,5  | 9 349    | 47,5     |
| густина насељености (становника/km²) | 229,5  | 229,5  | 120,5  | 120,5 | 108,9    | 108,9    |

Површина општине је 85,84 km²

## Демографија
| 2021.  |
| ------ |
| 12.058 |

## Партнерски градови
- Корено Аузонио[15]